# Panfilia
Panfilia o Pamphylia (en griego antiguo y moderno, Παμφυλία [Pamphylía]; en latín, Pamphylia) fue una antigua región geográfica en la costa sur central de Asia Menor, ubicada desde la actual ciudad de Antalya hacia este, hasta los montes Tauro en Turquía. Su nombre es de origen griego y significa «todas las razas».

## Historia
Heródoto menciona a los habitantes de la región entre los pueblos conquistados por Lidia bajo el mando de Creso.
Convertida en provincia romana en el año 133 a. C., estaba ubicada en la costa sur de la península de Anatolia, rodeada por Licia al oeste, Cilicia al este, el mar Mediterráneo y la cordillera del Tauro, que la separaban de Pisidia, en la provincia romana de Galacia. Corresponde a la moderna provincia de Antalya, en Turquía. En tiempos del emperador romano Claudio la provincia fue ampliada hasta incluir la Pisidia y reducir los territorios de Frigia y Licaonia.
En 74, el emperador Vespasiano integró Panfilia, enclavada hasta entonces en la provincia Galacia junto con la provincia Licia, que había sido creada por Claudio en 54, para formar la nueva provincia romana de Licia y Panfilia.
El principal puerto de esta región, fuertemente helenizada, era Side, donde también se encontraron evidencias del idioma sidético.
Otras ciudades antiguas en Panfilia eran Alara, Andida, Aspendo, Atalea, Etenna, Hamaxia, Coracesio, Isinda, Kibyra, Kremna, Laertes, Maximianupolis, Lyrbe, Perge, Syllaion, Syedra, Termeso y Trebenna.

## Orígenes de Panfilia
De acuerdo a la Encyclopædia Britannica, los panfilianos eran una "mezcla de gentes de la Anatolia, inmigrantes de Sicilia y griegos”.
Heródoto y Strabo dicen que eran descendientes de griegos venidos con Calchas y Amphilochus I de Argos, luego de la Guerra de Troya.
Pausanias señala que eran griegos de origen. Teopompo coincide con Pausanias.